# Теарце
42°04′39″ пн. ш. 21°03′07″ сх. д. / 42.0775° пн. ш. 21.051944444444° сх. д.
Теарце — село в області Долен Полог, північно-західна Македонія, яке є центром однойменної општини.

## Опис
Теарце знаходиться на північному сході Македонії, в Долен Полог, на висоті 540 метрів над рівнем моря.
Село розташоване за 10 кілометрів від міста Тетово. Його територія становить 31,8 км².
Історія села налічує вже понад 400 років.
Згідно з турецькими документами 1628 року село Техарче і Бюзюрг знаходилися в вілаєті Калканделен (Тетово) і населені 84 родинами (ханами).
За часів Другої світової війни та болгарської окупації село було перейменоване на Пејчиново на честь Кирила Пејчиновича, який походив з Теарце.

## Відомі люди
- Кирил Пейчинович (1770—1845) — болгарський просвітник
- Махі Несімі, публіцист і дипломат
- Рісто Гьоргескі (нар. 1918), філософ